# Sabanagrande (kommun i Colombia, Atlántico, lat 10,80, long -74,75)
Sabanagrande är en kommun i Colombia.   Den ligger i departementet Atlántico, i den norra delen av landet, 700 km norr om huvudstaden Bogotá. Antalet invånare är 25 399. Sabanagrande ligger vid sjöarna  Ciénaga Santo Tomás och Ciénaga El Convento.